# Bernd Dreyer
Bernd Dreyer es un deportista de la RDA que compitió en luge. Ganó una medalla de oro en el Campeonato Europeo de Luge de 1976, en la prueba doble.

## Palmarés internacional
| Campeonato Europeo | Campeonato Europeo    | Campeonato Europeo | Campeonato Europeo |
| Año                | Lugar                 | Medalla            | Prueba             |
| ------------------ | --------------------- | ------------------ | ------------------ |
| 1976               | Hammarstrand (Suecia) | Medalla de oro     | Doble              |